# Luis Alberto de Cuenca
Luis Alberto de Cuenca Prado (Madrid, 29 de diciembre de 1950) es un poeta, filólogo, helenista, traductor, ensayista, columnista, crítico, editor literario y expolítico español. Ha sido galardonado con el Premio Nacional de Poesía (2015) y con el Premio Reina Sofía de Poesía Iberoamericana (2025). Es académico de número de la Real Academia de la Historia, académico de la Academia de Buenas Letras de Granada, vocal del Real Patronato del Museo del Prado y miembro del jurado del Premio Princesa de Asturias de las Letras. Es un declarado católico.

## Carrera profesional

### Educación
Tras formarse en el Colegio del Pilar de Madrid, dejó en segundo curso los estudios de Derecho en la Universidad Complutense de Madrid para iniciar en la Universidad Autónoma de Madrid los de Filología Clásica, donde se licenció en 1973 y se doctoró en 1976, sendos grados con premio extraordinario. Ha señalado como sus maestros a dos profesores de la Universidad Autónoma de Madrid: el latinista Antonio Fontán y el helenista Manuel Fernández-Galiano, director de su tesina, sobre Calímaco de Cirene,  y, posteriormente, de su tesis, que trató sobre el poeta helenístico Euforión de Calcis.[cita requerida]

### Investigación literaria en el CSIC
Su producción científica se ha concentrado, sobre todo, en la traducción y edición crítica de obras de la literatura occidental cuya cronología varía del II milenio a. C, hasta el siglo XX. Más bien alejado de las corrientes metodológicas más recientes, su actividad filológica se ha volcado en la divulgación y su perspectiva hacia las obras que estudia, siendo erudita, es más artística que académica, más transversal que especializada.
Como traductor, ha traducido textos en griego clásico, latín clásico, latín medieval, francés medieval, provenzal, catalán, francés, inglés, alemán, y entre otros, a autores del mundo clásico grecolatino, como Homero, Eurípides, Calímaco, y del medievo europeo, como Geoffrey de Monmouth, Guillermo de Poitiers, Chrétien de Troyes, Marie de France, Charles Nodier y Gérard de Nerval. Esta faceta de su trabajo filológico se mezcla con su obra artística en tanto que sus traducciones aspiran a integrar lo "literal" y lo "literario".
En el ámbito de la ecdótica, ha editado críticamente, entre otros, a Euforión de Calcis, Eurípides, Calderón de la Barca, Juan Boscán, Gabriel Bocángel, Agustín Pérez Zaragoza, Rubén Darío y Enrique Jardiel Poncela.
Como editor literario ha dirigido las colecciones Ámbitos literarios (de poesía, narrativa y ensayo), de la Editorial Anthropos; Selección de Lecturas Medievales, de Ediciones Siruela; y La cabeza de Medusa, de Mondadori. Desde enero de 2009 dirige la Biblioteca de Literatura Universal, primero en Espasa y a partir de 2015 en Almuzara.
Funcionario de carrera, con la categoría de "profesor de investigación", del Consejo Superior de Investigaciones Científicas, con puesto adscrito en el Centro de Ciencias Humanas y Sociales del CSIC, en el que ha sido jefe del departamento de Filología Grecolatina y director del Instituto de Filología (1992-1993), así como director del Departamento de Publicaciones del CSIC (1995-1996) y director de la revista Arbor. Revista de Ciencia Pensamiento y Cultura (2012) editada por el CSIC. Su dirección de la revista duró solo unos pocos días, debido a debate sobre la inclusión de articulistas no preparados (vinculados al Opus Dei) y por la disminución del índice h de la publicación durante su breve mandato como gestor. Se publicaron también textos retóricos sobre diversos temas sin evidencias científicas, lo que contribuyó a la devaluación de la revista. Fue sustituido por José Luis García Barrientos.

### Carrera política en la gestión cultural
En la Administración General del Estado ha ocupado los cargos políticos de libre designación de director de la Biblioteca Nacional de España (1996-2000), de cuyo Patronato fue nombrado presidente en 2015, y secretario de Estado de Cultura (2000-2004), siempre durante los gobiernos del Partido Popular.
En octubre de 1997, siendo director de la Biblioteca Nacional de España, promovió junto al entonces director del Instituto Cervantes, Santiago de Mora-Figueroa, la creación de la Fundación Biblioteca de Literatura Universal (BLU), con los objetivos fundacionales de la edición, complementaria de las ediciones comerciales, de una colección de obras de autores clásicos de otras lenguas junto a la revitalización de autores en lengua española, y la realización de otras actividades encaminadas a destacar el valor del idioma español como lengua universal de cultura.
De su actuación como secretario de Estado de Cultura cabe destacar la estimación del gremio de historietistas para la Medalla al Mérito en las Bellas Artes.[cita requerida]
En junio de 2025 fue candidato por segunda (y última, ya que sólo se puede concurrir dos veces) vez a académico de la RAE, votación en la que no consiguió los votos suficientes con cierta polémica en el mundo intelectual y que él mismo achacó a razones políticas. Su competencia el arquitecto Luis Fernández-Galiano tampoco lo consiguió y la convocatoria se declaró desierta

## Estilo
En su poesía se funden el estudioso y el creador, sin que ninguna de las dos facetas corrompa a la otra. A través de sus poemarios, Luis Alberto de Cuenca nos ha ido entregando lo que se ha llamado en la poesía española contemporánea una «poética transculturalista»: una lírica irónica y elegante, a veces escéptica, en ocasiones desenfadada, en la que lo transcendental convive con lo cotidiano y lo libresco se engarza con lo popular. Usa la métrica libre y la tradicional. Haciendo suya la expresión que utilizó para definir su poesía, el poeta y crítico José Luis García Martín, Luis Alberto de Cuenca etiqueta la segunda etapa de su obra poética como línea clara, en referencia al estilo de cómic europeo cuyo ejemplo más conocido es la serie de Tintín del autor belga Hergé. Excediendo su propia obra, de Cuenca ha ido dando visibilidad a otros poetas bajo esta misma denominación, como en la sección "Línea clara" que dirigió en Nueva Revista. Quizá los poetas coetáneos con los que mayor afinidad estilística y personal haya tenido sean Abelardo Linares, Miguel d'Ors, Julio Martínez Mesanza, Amalia Bautista y Jon Juaristi. En su concepción de la poesía se reconoce principalmente deudor de la Antología Palatina, aunque también de Catulo, Guillermo de Aquitania, Petrarca, Garcilaso de la Vega, Francisco de Aldana, Lope de Vega, Gustavo Adolfo Becquer, Rubén Darío, los hermanos Machado, Juan Ramón Jiménez, Federico García Lorca, Jorge Luis Borges y Juan Eduardo Cirlot. 
Quizá su poema más conocido, leído con cierta frecuencia en bodas y que ha sido objeto de exámenes de selectividad es «El desayuno».[cita requerida]
Además de su obra como poeta, ensayista y filólogo, hay que destacar su faceta de letrista musical; suyas son algunas de las letras más conocidas del grupo de rock la Orquesta Mondragón. Gabriel Sopeña ha puesto música a una selección de más de treinta de sus poemas, cuya primera entrega interpretó Loquillo en su disco Su nombre era el de todas las mujeres, editado en octubre de 2011.[cita requerida]
Parte de su obra ha sido traducida al francés, alemán, italiano, inglés y al búlgaro.[cita requerida]

## Obra

### Poesía
- Los retratos (Madrid: Azur, 1971)
- Elsinore (Madrid: Azur, 1972)
- Scholia (Barcelona: Bosch, 1978)
- Necrofilia (Madrid: Moratín, 1983)
- Breviora (Torrelavega: Adal, 1984)
- La caja de plata (Sevilla: Renacimiento, 1985)
- Seis poemas de amor (Málaga: Junta de Andalucía, 1986)
- El otro sueño (Sevilla: Renacimiento, 1987)
- Nausícaa (Jerez de la Frontera: Ayuntamiento de Jerez de la Frontera, 1991)
- Willendorf (Málaga: Librería Anticuaria El Guadalhorce, 1992)
- El hacha y la rosa (Sevilla: Renacimiento, 1993)
- El desayuno y otros poemas (Ponferrada: Ayuntamiento de Ponferrada, 1993)
- Por fuertes y fronteras (Madrid: Visor, 1996)
- El bosque y otros poemas (Málaga: Rafael Inglada, 1997)
- «En el país de las maravillas», en El Extramundi y los Papeles de Iria Flavia, XI (Padrón: Fundación Camilo José Cela, 1997)
- Alicia (Cuenca: Segundo Santos Ediciones, 1999)
- Insomnios (Montilla: Cofradía de la Viña y el Vino, 2000)
- Sin miedo ni esperanza (Madrid: Visor, 2002)
- El puente de la espada: poemas inéditos (Murcia: Ahora, 2002)
- Diez poemas y cinco prosas (Zaragoza: Lola Editorial, 2004)
- Ahora y siempre (Córdoba: Fundación CajaSur, 2004)
- La vida en llamas (Madrid: Visor, 2006)
- A quemarropa (Cáceres: Universidad Laboral, 2006)
- El reino blanco (Madrid: Visor, 2010)
- La mujer y el vampiro (Madrid: Rey Lear, 2010)
- En la cama con la muerte: 25 poemas fúnebres  (Sevilla: La Isla de Siltolá, 2011)
- Cuaderno de vacaciones (Madrid: Visor, 2014)
- Tres poetas una tarde a las ocho (León: Fundación Antonio Pereira, 2016)
- Bloc de otoño (Madrid: Visor, 2018)
- Se aceptan cheques, flores y mentiras (Madrid: Aguilar, 2018)
- Después del paraíso (Madrid: Visor, 2021)
- El secreto del mago[24] (Madrid: Visor, 2023)
- Ala de cisne (Madrid: Visor, 2025)

Agrupó su poesía completa bajo el título Los mundos y los días (Madrid: Visor, 1998), que ha conocido sucesivas ampliaciones y reediciones (2007, 2012 y 2019). El volumen Haikus completos. 1972-2018 (Madrid: editorial Los Libros del Mississippi, 2019), del cual dos años después, ve la luz una segunda edición corregida, ampliada y mejorada, ahora titulada Haikus Completos. 1972-2021 (Madrid: editorial Los Libros del Mississippi, 2021) que incluye más de 20 haikus inéditos, con respecto a la primera edición; y Canciones completas. 1980-2008 (Madrid: Reino de Cordelia, 2019) recogieron sus aportaciones a estos géneros.

### Ensayo
- Floresta española de varia caballería: Raimundo Lulio, Alfonso X, Don Juan Manuel (Madrid: Editora Nacional, 1975)
- Necesidad del mito (Barcelona: Planeta, 1976)
- Museo (Barcelona: Antoni Bosch, 1978)
- El héroe y sus máscaras (Madrid: Mondadori, 1991)
- Etcétera (Sevilla: Renacimiento, 1993)
- Bazar (Zaragoza: Lola Editorial, 1995)
- Álbum de lecturas (Madrid: Huerga y Fierro Editores, 1996)
- Señales de humo (Valencia: Pre-Textos, 1999)
- Baldosas amarillas (Madrid: Celeste, 2001)
- De Gilgamés a Francisco Nieva (Madrid: Ediciones Irreverentes, 2005)
- Noveno arte (Almería: Colectivo De Tebeos, 2010)
- Libros contra el aburrimiento (Madrid: Reino de Cordelia, 2011)
- Nombres propios (Valladolid: Universidad de Valladolid, 2011)
- Historia y poesía (Madrid: Real Academia de la Historia, 2011)
- Palabras con alas (Sevilla: La Isla de Siltolá, 2012)
- Lección magistral: 15 enseñanzas para la vida (Barcelona: Plataforma, 2014)
- Los caminos de la literatura (Madrid: Rialp, 2015)
- Libros para pasártelo bien (Madrid: Reino de Cordelia, 2016)
- Scarface. El gángster de la cara cortada (Madrid: Reino de Cordelia, 2019)
- Más palabras con alas (Sevilla: La Isla de Siltolá, 2019)
- La rama de oro (Sevilla: Renacimiento, 2020)

### Narrativa
- Héroes de papel (Madrid: Anaya, 1990)
- con Álex de la Iglesia: Fragmento de novela (Logroño: Alfonso Martínez Galilea Editor, 1996)

### Traducción
- Calímaco, Epigramas (1974-1976).
- Euforión de Calcis, Fragmentos y epigramas (1976).
- Guillermo (IX Duque de Aquitania) y Jaufré Rudel, Canciones completas (1978). Edición bilingüe preparada junto a Miguel Ángel Elvira.
- Eurípides, Helena. Fenicias. Orestes. Ifigenia en Aulide. Bacantes. Reso. Introducciones, traducción y notas de Carlos García Gual y Luis Alberto de Cuenca.
- Calímaco, Himnos, epigramas y fragmentos (1980). Junto a M. Brioso Sánchez.
- Antología de la poesía latina (1981; 2004).
- Homero, La Odisea (1982; 1987).
- Auguste Villiers de l'Isle-Adam, El convidado de las últimas fiestas (1984; 1988). Selección y prólogo de Jorge Luis Borges. Traducción de Jorge Luis Borges, Luis Alberto de Cuenca y Matías Sicilia.
- Jacques Cazotte, El diablo enamorado (1985). Selección y prólogo de Jorge Luis Borges. Traducción de Luis Alberto de Cuenca.
- Cantar de Valtario (1989). Premio Nacional de Traducción.
- Las mil y una noches según Galland (1988).
- Guillermo IX (Duque de Aquitania), Canciones completas (1988). Nueva traducción.
- Filóstrato el Viejo, Imágenes. Filóstrato el Joven, Imágenes. Calístrato, Descripciones (1993). Edición a cargo de Luis Alberto de Cuenca y Miguel Ángel Elvira.
- Horace Walpole, Cuentos jeroglíficos (1995).
- Eurípides, Hipólito (1995). Edición bilingüe.
- Apolonio de Rodas, El viaje de los Argonautas. Calímaco, Himnos (1996). Traducción junto a Carlos García Gual.
- Virgilio, Eneida (1999).
- Chrétien de Troyes, El caballero de la carreta (2000).
- Ramon Llull, Libro de la orden de caballería (2000).
- Geoffrey of Monmouth, Historia de los reyes de Britania (2004).
- Perrault, Charles 1628-1703. Caperucita Roja (2011) Ilustraciones de Agustín Comotto, Marta Gómez-Pintado, Ana Juan ... [et al.] ; traducción de Luis Alberto de Cuenca e Isabel Hernández.
- Eurípides, El cíclope; Las fenicias (2014) introducción, edición y traducción de Luis Alberto de Cuenca. Madrid: Consejo Superior de Investigaciones Científicas.
- Perrault, Charles 1628-1703. Cenicienta (2012) ilustrado por Roberto Innocenti; traducción de Luis Alberto de Cuenca.
- Marcel Schwob, La cruzada de los niños (2012).
- J.B. Priestley, El tiempo y los Conways (2012).
- Shakespeare, William 1954-1616, Macbeth (2015) . Ilustraciones de Raúl Arias. Traducción de Luis Alberto de Cuenca y José Fernández Bueno.
- Cavafis, Constantino 1863-1933. Esperando a los bárbaros (2016) ilustraciones de Miguel Ángel Martín; traducción en verso y prólogo de Luis Alberto de Cuenca. Reino de Cordelia.
- María de Francia, Lais (2017).
- Alfred Tennyson, La dama de Shalott, prólogo de Juan Luis Calbarro, ilustraciones de Howard Pyle (2021).

## Premios y distinciones
- 1985: Premio Nacional de la Crítica por el poemario La caja de plata.
- 1989: Premio Nacional de Literatura Infantil a la Mejor Labor de Traducción de Libros Infantiles por El cantar de Valtario.[28]
- 2004: Gran Cruz de Isabel la Católica.[29]
- 2005: Premio Internacional de Poesía Ciudad de Melilla por La vida en llamas.
- 2008: Premio Nacional de las Letras Teresa de Ávila.
- 2007: Premio de Cultura de la Comunidad de Madrid por su trayectoria literaria.
- 2009: Académico correspondiente de la Academia de Buenas Letras de Granada.
- 2009: Premio de Poesía Manuel Alcántara por Paseo vespertino.
- 2010: Académico de número de la Real Academia de la Historia, con la medalla n.º 28[30] de la que ya era académico correspondiente. Ingresa el 6 de febrero de 2011, con un discurso de ingreso titulado "Historia y Poesía".[31]
- 2010: Premio Asociación de Editores de Poesía por El reino blanco.
- 2013: Premio ABC Cultural & Ámbito Cultural.
- 2015: Premio Nacional de Poesía por Cuaderno de vacaciones.
- 2018: Premio AlumniUAM Facultad de Filosofía y Letras.
- 2021: Premio Internacional de Poesía Federico García Lorca.[32]
- 2023: Premio Jaime Gil de Biedma[24] por El secreto del mago[33]
- 2023: Premios del Tren 'Antonio Machado' de poesía. [34]
- 2025: XXXIV Premio Reina Sofía de Poesía Iberoamericana. [35]

## Colaboración en prensa, radio y televisión
Fue colaborador de Nueva Revista, publicación cultural fundada por Antonio Fontán que agrupaba a intelectuales de la derecha liberal.
De conocida cinefilia, participa en los coloquios de los programas televisivos dirigidos y presentados por José Luis Garci Qué grande es el cine (1997-2005), emitido en La 2 de Televisión Española; Cine en blanco y negro (2009-2011), en Telemadrid y LaOtra; y "Classics", emitido en 13TV (2021-).
Tertuliano fijo en los programas radiofónicos dirigidos y presentados por Luis Herrero, En casa de Herrero, Cowboys de medianoche y Fútbol esRadio, todos de la emisora esRadio.
Desde la temporada 2013-2014 tiene una sección semanal de literatura en Esto me suena de RNE.

## Familia
Bisnieto del escritor Carlos Luis de Cuenca, nieto del general Luis de Cuenca y Fernández de Toro, e hijo del abogado madrileño Juan Antonio de Cuenca y González-Ocampo y Mercedes Prado Estrada, ha residido toda su vida en el Barrio de Salamanca de Madrid. Ha contraído matrimonio en tres ocasiones: con Genoveva García-Alegre Sánchez, cuya nulidad sacramental fue declarada por la autoridad eclesiástica; con Julia Barella Vigal; y, solo civilmente, con Alicia Mariño Espuelas en 2000; característica común es que todas ellas son filólogas y ejercen la docencia universitaria. Tiene dos hijos: Álvaro (1976) e Inés (1989).